# Глюкозный транспортёр
Глюкозные транспортёры (англ. Glucose transporter, сокр. GLUT или ГЛЮТ) — большая группа мембранных белков, отвечающих за перенос глюкозы через клеточную мембрану. Поскольку глюкоза является жизненно важным источником энергии, эти белки присутствуют у всех типов живых организмов.
Отдельно выделяют GLUT (ГЛЮТ), или SLC2A — семейство белков-переносчиков глюкозы, встречающихся в большинстве клеток млекопитающих. Так, в человеческом геноме закодировано двенадцать белков семейства GLUT. Они представляют собой транспортные белки-унипортеры.

## Синтез свободной глюкозы

Глюкоза

Большинство не автотрофных организмов неспособны производить свободную глюкозу, поскольку у них отсутствует экспрессия фермента глюкозо-6-фосфатазы. Таким образом, они способны осуществлять только поглощение и катаболизм глюкозы. Однако, в условиях голодания некоторые ткани и органы, такие как гепатоциты, кишечник, мышцы, мозг и почки, способны осуществлять синтез глюкозы, вследствие активации процесса глюконеогенеза.

## Транспорт глюкозы у дрожжей
В клетках модельного организма Saccharomyces cerevisiae транспорт глюкозы происходит путём облегчённой диффузии. Большинство транспортных белков этого организма относятся к семейству Hxt, но есть и множество белков транспортёров из других семейств.
| Название | Характеристики                                | Описание |
| Snf3     |                                               | высокое сродство к глюкозе; подавляется глюкозой; низкий уровень экспресси; подавляет синтез Hxt6                                                                            |
| Rgt2     |                                               | низкое сродство к глюкозе; низкий уровень экспресси |
| Hxt1     | Km: 100 мM, 129 - 107 мM                      | низкое сродство к глюкозе; синтез индуцируется высоким уровнем глюкозы |
| Hxt2     | Km = 1.5 - 10 мM                              | высокое/среднее сродство к глюкозе; синтез индуцируется низким уровнем глюкозы                                                                                               |
| Hxt3     | Vm = 18.5, Kd = 0.078, Km = 28.6/34.2 - 60 мM | низкое сродство к глюкозе |
| Hxt4     | Vm = 12.0, Kd = 0.049, Km = 6.2               | среднее сродство к глюкозе |
| Hxt5     | Km = 10 мM                                    | Среднее сродство к глюкозе. Сильная экспрессия в фазе стационарного роста, при образовании спор и в условиях низкой концентрации глюкозы. Транскрипция подавляется глюкозой. |
| Hxt6     | Vm = 11.4, Kd = 0.029, Km = 0.9/14, 1.5 mM    | высокое сродство к глюкозе |
| Hxt7     | Vm = 11.7, Kd = 0.039, Km = 1.3, 1.9, 1.5 mM  | высокое сродство к глюкозе |
| Hxt8     |                                               | низкий уровень экспрессии |
| Hxt9     |                                               | участвует в множественной лекарственной устойчивости |
| Hxt11    |                                               | участвует в множественной лекарственной устойчивости |
| Gal2     | Vm = 17.5, Kd = 0.043, Km = 1.5, 1.6          | высокое сродство к галактозе |

## Транспорт глюкозы у млекопитающих
GLUT (ГЛЮТ) — интегральные мембранные белки, содержащие 12 пересекающих клеточную мембрану спиралей, при этом амино- (N-конец) и карбоксильный (C-конец) концы выходят со стороны клеточной мембраны, обращенной к цитоплазме. ГЛЮТ переносят глюкозу и связанные гексозы в соответствии с моделью альтернативных конформаций, которая предсказывает, что транспортёр выставляет свой единственный участок связывания субстрата либо внутрь, либо наружу клетки. Связывание глюкозы с участком провоцирует конформационное изменение, связанное с транспортом, и приводит к высвобождению глюкозы с противоположной стороны клеточной мембраны. Внутренние и внешние участки связывания глюкозы, как считается, расположены на трансмембранных сегментах 9, 10 и 11. Мотив QLS на седьмом трансмембранном сегменте возможно может определять селективность и аффинность транспорта.

### Типы
Каждая изоформа глюкозного транспортёра играет определенную роль в метаболизме глюкозы, в зависимости от её тканевой экспрессии, субстратной специфичности, кинетики транспорта и регуляции экспрессии в различных физиологических условиях. На данный момент обнаружено тринадцать белков-транспортёров семейства GLUT/SLC2. На основании сходства аминокислотных последовательностей они разделены на три подкласса.

#### Класс I
К классу I относятся транспортёры GLUT1-GLUT4.
| Название | Распространение | Описание |
| GLUT1    | Широко распространён в зародышевых тканях. У взрослых сильнее всего экспрессируется в эритроцитах и эндотелиальных клетках барьерных тканей, например в гемато-энцефалическом барьере. Помимо этого, он ответственен за минимальный базальный уровень поглощения глюкозы всеми клетками организма, необходимый для поддержания клеточного дыхания. | Уровень GLUT1 в клеточной мембране повышается при снижении уровня глюкозы и уменьшается при его повышении.                                   |
| GLUT2    | Это транспортёр глюкозы, работающий в двух направлениях. Экспрессируется клетками почечных канальцев, печени и бета-клетками поджелудочной железы. Также его можно обнаружить в базолатеральной мембране эпителия тонкой кишки. Двунаправленный транспортёр необходим клеткам печени для поглощения глюкозы в процессе гликолиза, и её высвобождения в процессе глюконеогенеза. В бета-клетках поджелудочной железы, свободная глюкоза необходима для того, чтобы клетки могли точно измерить уровень глюкозы в сыворотке крови. Кроме этого GLUT2 осуществляет транспорт глюкозы, галактозы и фруктозы из клеток слизистой кишечника в просвет кровеносных сосудов. | Это изоформа с низким сродством. Существуют данные, что основными транспортёрами глюкозы в бета-клетки на самом деле являются GLUT1 и GLUT3. |
| GLUT3    | В основном экспрессируется в нейронах (где, как полагают, он является главной изоформой глюкозного транспортёра) и плаценте. | Это изоформа с высоким сродством к глюкозе, что позволяет ей осуществлять транспорт при низких концентрациях глюкозы.                        |
| GLUT4    | Обнаружен в жировой ткани, а также в скелетных мышцах и миокарде. | Этот транспортёр регулируется инсулином. Осуществляет инсулин-зависимое поглощение глюкозы.                                                  |

#### Классы II/III
К классу II относятся:
- GLUT5 (SLC2A5), переносчик фруктозы
- GLUT7 - SLC2A7 - (SLC2A7), переносит глюкозу из эндоплазматического ретикулума[14]
- GLUT9 - SLC2A9 - (SLC2A9)
- GLUT11 (SLC2A11)

К классу III относятся:
- GLUT6 (SLC2A6),
- GLUT8 (SLC2A8),
- GLUT10 (SLC2A10),
- GLUT12 (SLC2A12),
- H+/Мио-инозитол транспортёр HMIT (SLC2A13).[15]

Большинство транспортёров классов II/III было обнаружено относительно недавно в результате деятельности различных геномных проектов.
Функции данных изоформ на данный момент неясны. Некоторые из них (GLUT6, GLUT8) состоят из мотивов, которые способствуют сохранению транспортёров внутри клетки, и таким образом предотвращают транспорт глюкозы. Существуют ли механизмы, способствующие транслокации этих транспортёров на клеточную поверхность, неизвестно, но было выяснено, что инсулин не способствует такой транслокации.

### Открытие натрий-глюкозного ко-транспортёра
В августе 1960 года, в Праге, Роберт К. Крэйн представил общественности своё открытие: механизм вторично-активного транспорта глюкозы в сопряжении с натрием в клетках кишечника. Открытие Крэйном вторично-активного транспорта было первым открытием, показавшим значимость сопряжения потоков в биологии.